# Acapulco
Acapulco (polno ime Acapulco de Juárez) je letoviško in pristaniško mesto na pacifiški obali Mehike, leži v zvezni državi Guererro. Leta 2002 je štel 638.000 prebivalcev. Glavne znamenitosti mesta so vile bogatih Mehičanov in Američanov na polotoku Las Playas, hoteli in zabavišča na obalni cesti Costera Miguel Aleman in plaže (med drugim Playa Caleta). V mestu je tudi mednarodno letališče. Acapulco so ustanovili Španci leta 1550, kot pristanišče za ladje s Filipinov, iz katerega so blago vozili po kopnem do Veracruza na karibski strani.